# 劉氏長沙国
劉氏長沙国（りゅうし-ちょうさこく）は、漢代に設置された藩国。漢初に呉芮が長沙国王に封じられたことにより成立した藩国を「呉氏長沙国」と称するのに対し、「劉氏長沙国」と称し区別する。
前156年に景帝が即位すると、翌年庶子の劉発を長沙王に封じ、長沙国が設置された。劉発が長沙王に封じられたのは、漢朝が諸侯勢力の削減政策を推進していた時期であり、前145年には諸侯藩国管理体制の改編に伴い、桂陽郡及び零陵郡が分離され、管轄範囲は僅かに臨湘・羅・連道・益陽・下雋・酃・烝陽・湘南・昭陵・攸・茶陵・容陵・安成の13県に減少し、また藩国の行政長官である「相」や県令は全て朝廷により任命されるようになった。
前142年、武陵郡・零陵郡及び桂陽郡が長沙国に移管され、現在の湖南省全域及び湖北省・貴州省・江西省・広東省・広西チワン族自治区の一部を管轄した。
劉氏長沙国は前漢が滅亡するまで8代164年にわたって存在した。後漢が成立すると26年（建武3年）に劉舜の子である劉興が長沙王に封じられ復活したが、12年後に長沙国は廃止となり、劉興は臨湘侯とされた。
| 初代  | 劉発                 | -                    | - |
| 第2代 | 劉庸                 | 長沙戴王（康王とも） | - |
| 第3代 | 劉鮒鮈（劉附朐とも） | 長沙頃王             | - |
| 第4代 | 劉建徳               | 長沙剌王             | - |
| 第5代 | 劉旦                 | 長沙煬王             | - |
| 第6代 | 劉宗                 | 長沙孝王             | - |
| 第7代 | 劉魯人               | 長沙繆王             | - |
| 第8代 | 劉舜                 | -                    | - |
| 第9代 | 劉興                 | -                    | - |